# Elissa Aalto

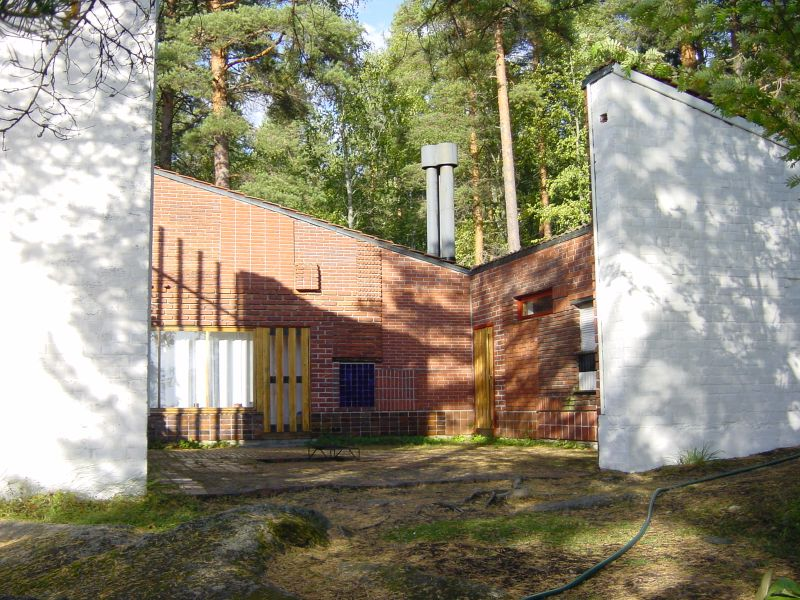
Casa experimental en Muuratsalo.

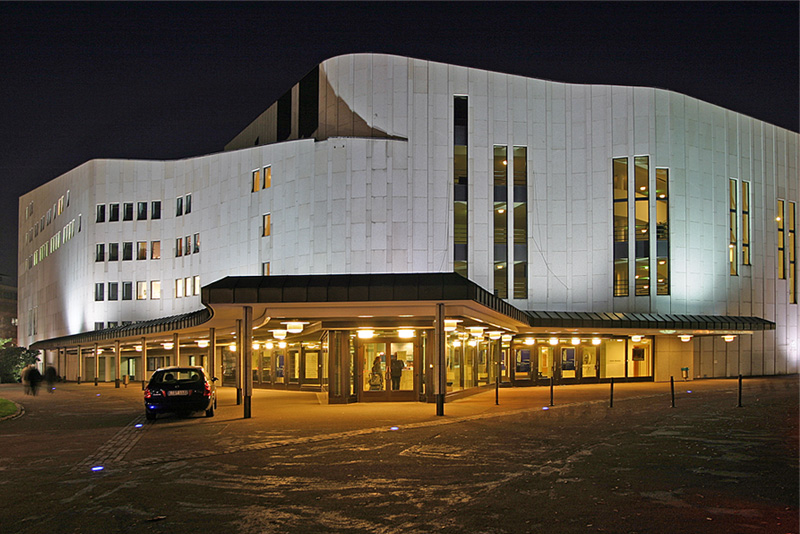
Òpera d'Essen.

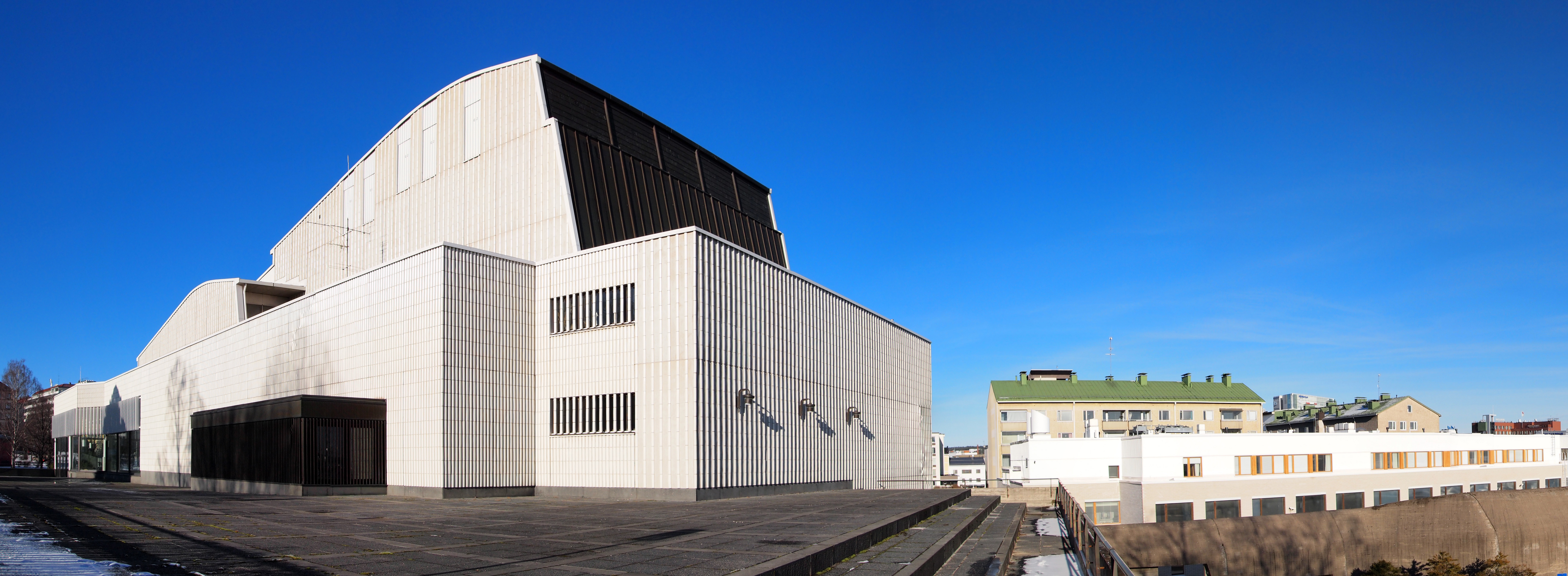
Teatre de Jyväskylä.

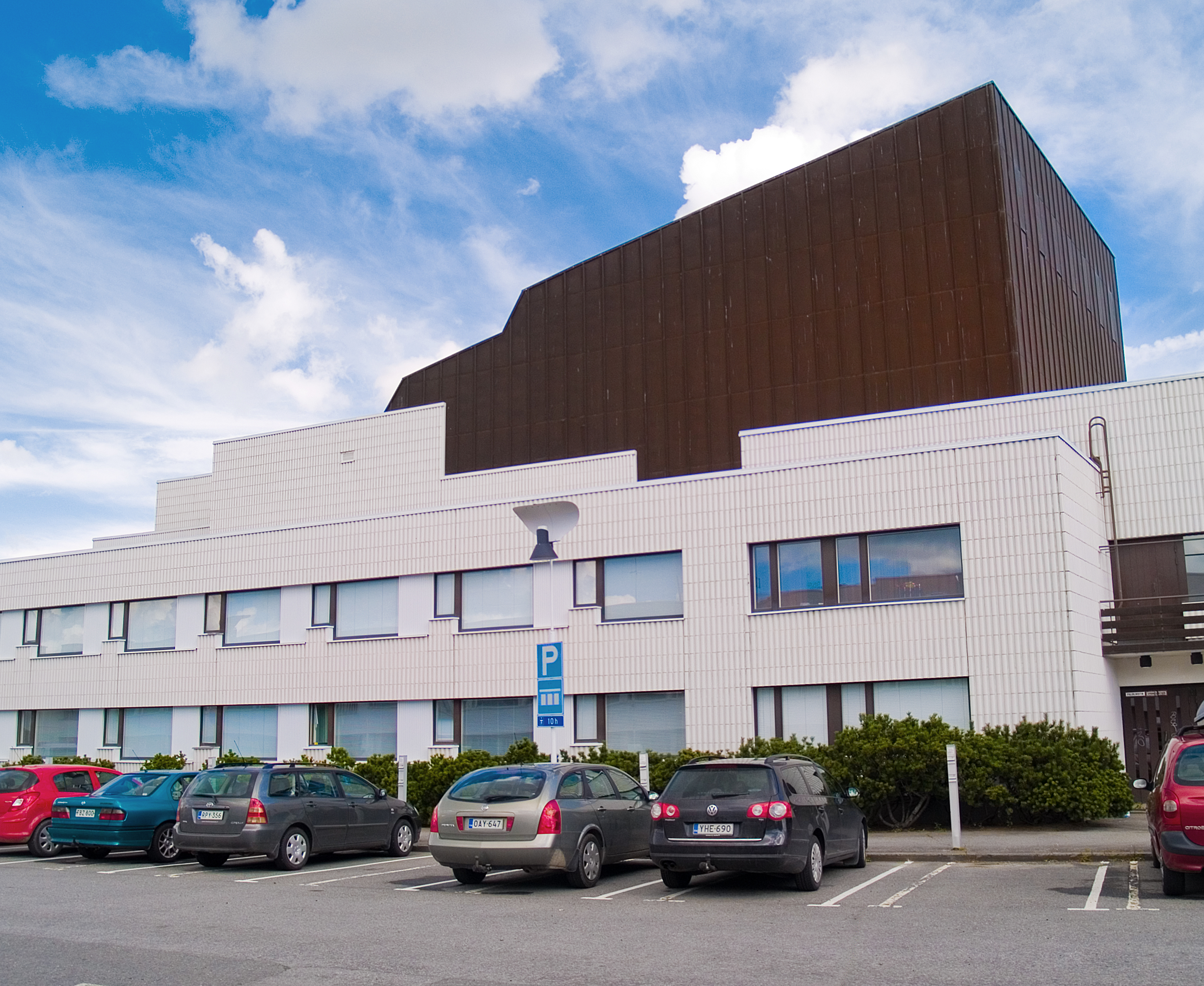
Teatre de Seinäjoki.

Elsa Kaisa Mäkiniemi (Kemi, Finlandia, 22 de novembre de 1922-12 d'abril de 1994) va ser una arquitecta que va treballar al costat del seu marit, Alvar Aalto des de 1949. Després de la mort d'Alvar, va dirigir l'estudi Alvar Aalto & Co. fins a la seva mort el 1994. Va completar els projectes inconclusos d'Alvar Aalto i va defensar els seus treballs acabats contra alteracions injustificades.

## Biografia
Elissa Aalto va néixer a Finlàndia el 1922. Els seus pares van ser Johan August Mäkiniemi i Aino Maria Mäkiniemi. Es va graduar en arquitectura a la Universitat de Hèlsinki el 1949 i des d'aquest moment va començar a treballar com a assistenta a l'estudi d'Alvar Aalto. Aquest mateix any Aino Marsio, la primera esposa d'Alvar Aalto, va morir. Tres anys més tard, Elissa i Alvar Aalto, 24 anys major que ella, es van casar. En la dècada del 1950 Alvar Aalto ja comptava amb gran reconeixement internacional. Elissa es va unir a ell en els seus viatges al voltant del món i van compartir el gran flux de treball. A mesura que Alvar Aalto va anar envellint, la col·laboració d'Elissa va anar augmentant i ella es va fer càrrec cada vegada més de la direcció executiva de l'estudi.

## Trajectòria
Elissa Aalto va participar en tots els concursos en els quals es va presentar l'oficina. Elissa i Alvar Aalto van participar al costat de Jean-Jacques Baruel en el concurs d'arquitectura nòrdica per al Museu d'Art Danès a Aalborg, el qual van guanyar el 1958. No obstant això, a causa de problemes financers, la construcció va només començar el 1966 i es va acabar el 1972.
Entre 1952 i 1954 Elissa i Alvar Aalto van dissenyar i construir la seva pròpia casa-oficina a la costa occidental de l'illa de Muuratsalo. Van trobar el lloc de la casa quan van viatjar a l'illa mentre l'Ajuntament de Säynätsalo estava en construcció. Va ser construïda per servir tant com a casa de vacances i com un lloc de prova per a una sèrie d'experiments arquitectònics. En les parets del pati interior van provar diferents materials ceràmics, diferents tipus de traves i aparells de maó, de diferents grandàries de maó i l'efecte de diferents superfícies.
En 1955, Alvar Aalto va ser convidat a dissenyar la secció d'allotjament finlandès de l'Exposició Internacional de Helsingborg a Suècia. La fira d'habitatge va consistir en una sèrie d'apartaments moblats, un de cada país convidat. Un detall que apareix a l'apartament era la tela H55 dissenyada per Elissa Aalto.
Louis Carré va encarregar a Alvar Aalto el disseny de la seva pròpia casa en Bazoches-sud-Guyonne en 1955. A l'any següent, Elissa i Alvar van viatjar a França per conèixer el lloc. Elissa va participar activament en les etapes de disseny i va estar a càrrec del projecte. Ella parlava francès i va viatjar seguit a l'obra durant l'etapa de construcció fins a la seva finalització en 1959. L'obra està declarada avui patrimoni històric del Ministeri Francès de Cultura
El 1966, Alvar Aalto juntament amb Elissa Aalto i Leonardo Mosso van començar amb la planificació d'un districte suburbà d'11.000 habitants anomenat Patricia, prop de Pavia. El projecte va continuar fins a 1968, però no va arribar a construir-se.
Després de la mort d'Alvar Aalto el 1976 va continuar amb la direcció de l'estudi Alvar Aalto & Co. a Munkkiniemi, Hèlsinki i, al mateix temps, es va fer càrrec de la presidència d'Artek.
Gran quantitat dels projectes dels quals Elissa Aalto es va fer càrrec van ser la continuació de l'obra d'Alvar Aalto, projectes iniciats dècades anteriors però que per diverses circumstàncies van començar a construir-se després de la seva mort. Un d'ells és l'Òpera d'Essen, projecte que Alvar Aalto va guanyar per concurs tancat el 1959 i va desenvolupar al costat del Comitè de Construcció de la ciutat des de 1961 fins a la seva mort. L'òpera va ser finalment construïda entre 1981 i 1988 sota la direcció d'Elissa Aalto i de l'arquitecte alemany Harald Deilmann, principalment sobre la base de dibuixos i plànols deixats per Alvar.
Altres projectes que Elissa Aalto va completar van ser l'Església a Riola, Itàlia, projectada el 1965 per encàrrec de l'Arquebisbe i acabada el 1978, el Teatre de Jyväskylä projectat el 1964, Elissa Aalto va desenvolupar el lligall executiu entre 1977 i 1982, el Teatre de Seinäjoki dissenyat entre 1961 i 1969 i construït entre 1984 i 1987 amb petites alteracions del projecte original.
Un cas particular va ser la construcció de l'Ajuntament de Rovaniemi, projectat el 1961. La ciutat va començar la construcció el 1985, després d'encarregar-li a Elissa Aalto nous plànols que responguessin als ajustos del programa –major nombre de consellers, augment de personal administratiu, entre altres– i sobretot que reduïssin el pressupost inicial. El resultat va ser una versió reduïda de la proposta d'Alvar.
El 1981 va ser nomenada membre honorari de l'Institut Americà d'Arquitectura.
L'oficina d'Alvar Aalto & Co a Hèlsinki va tenir un flux constant de visitants estrangers, arquitectes i estudiants interessats en l'obra d'Alvar Aalto. Un dels serveis d'Elissa Aalto a les futures generacions va ser a lliurar la col·lecció de dibuixos d'Alvar a la Fundació Alvar Aalto, per permetre que el material es trobi disponible per a investigadors.
Igual que d'Aino Marsio poc es diu d'Elissa Aalto. Se sap que va ser sòcia d'Alvar Aalto des de 1958 i malgrat l'evident participació que va tenir Elissa en les etapes de disseny com en la direcció d'obra, la majoria dels projectes van ser atribuïts exclusivament a ell. El fet que ella va continuar amb la direcció de l'estudi Alvar Aalto & Co i d'Artek després de la mort d'Alvar fins a 1994, proven encara més les seves capacitats com a directora i dissenyadora.